# Karabin automatyczny

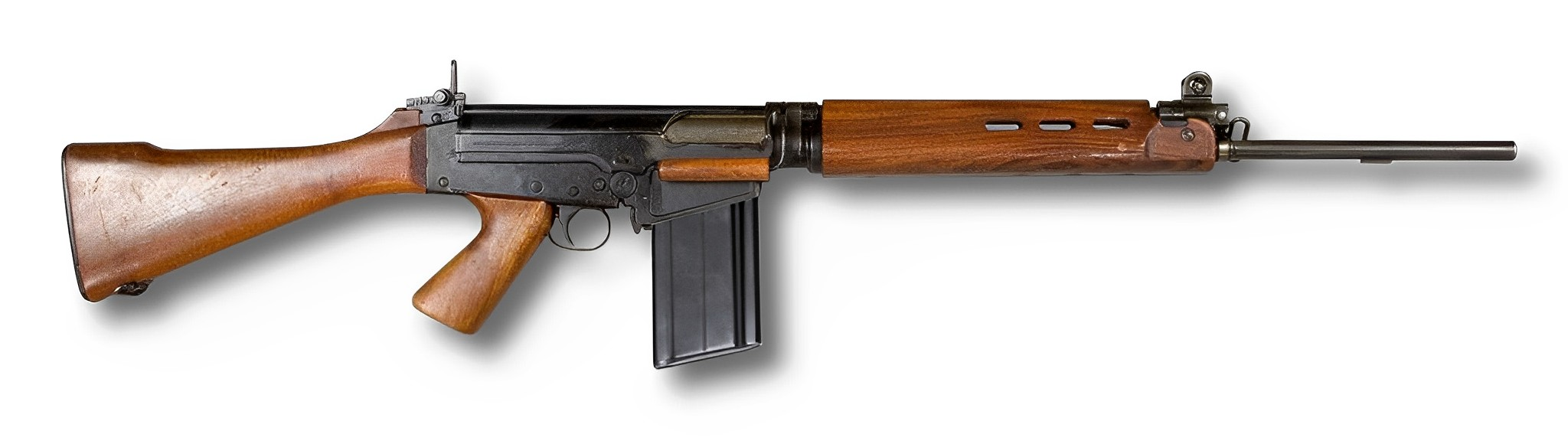
Karabin automatyczny FN FAL

Karabin automatyczny (pot. szturmowy) – karabin stanowiący lekką broń indywidualną, przystosowany do prowadzenia ognia ciągłego. Spopularyzowany po II wojnie światowej, współcześnie najpopularniejszy typ podstawowego karabinu wojskowego.

## Budowa

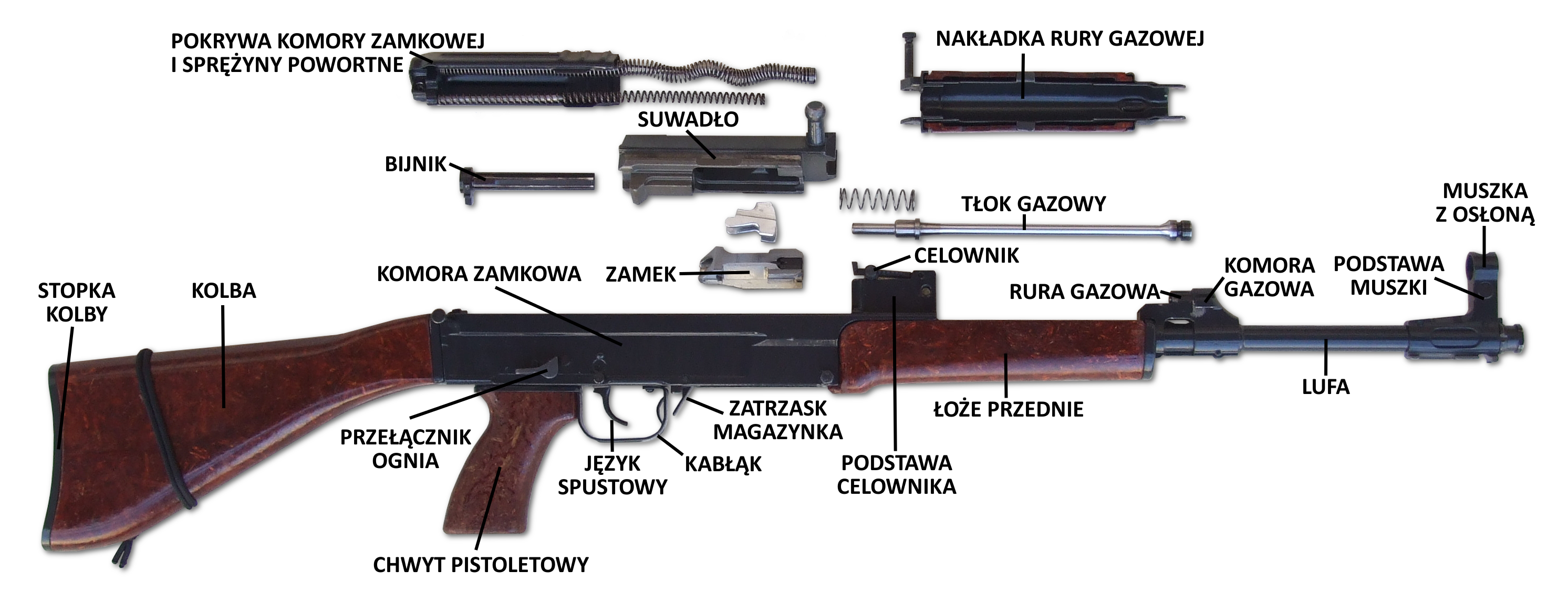
Budowa karabinu automatycznego na przykładzie Sa vz. 58

Działanie karabinu automatycznego opiera się na gazodynamicznym zautomatyzowaniu cyklu pracy broni. Przed oddaniem pierwszego strzału, konieczne jest ręczne wprowadzenie do komory naboju oraz napięcie mechanizmu uderzeniowego, po czym możliwe jest prowadzenie ognia ciągłego poprzez przytrzymywanie ściągniętego spustu. Możliwe jest to  dzięki oddziaływaniu energii gazów prochowych wystrzelonego naboju bezpośrednio na zamek lub pośrednio poprzez suwadło co automatyzuje dalszy proces napinania mechanizmu uderzeniowego, ryglowania przewodu lufy oraz ekstrakcji łusek i pobierania kolejnych naboi z magazynka. W przypadku wyposażenia mechanizmu spustowego w przełącznik ognia (włączającego lub wyłączającego przerywacz), możliwy jest wybór trybu prowadzenia ognia pomiędzy ciągłym a pojedynczym (por. broń samoczynna i samoczynno-samopowtarzalna).

## Historia

### I wojna światowa

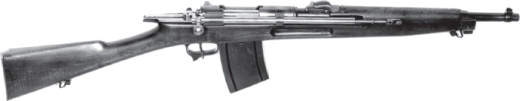
Cei-Rigotti

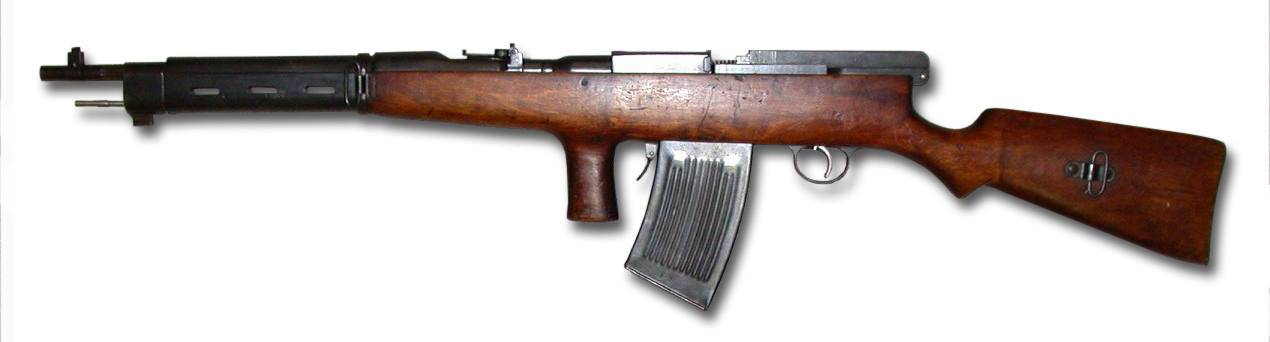
Fiodorow

Jeszcze przed I wojną światową poszukiwano broni mogącej łączyć siłę ognia ręcznego karabinu maszynowego, z mobilnością karabinu powtarzalnego. Jednym z pierwszych udanych karabinów automatycznych był prototyp opracowany przez włoskiego oficera Amerigo Cei-Rigotti w latach 1895–1900, jednak nie został on przyjęty do uzbrojenia.
W 1916 r. w Armii Imperium Rosyjskiego wprowadzono pierwszy seryjnie produkowany karabin automatyczny (karabin Fiodorowa). Nowa konstrukcja była na tyle lekka, iż mogła być obsługiwana przez pojedynczego żołnierza, a jednoczesne zastosowanie stosunkowo słabego japońskiego naboju karabinowego (6,5 × 50 mm SR) umożliwiało kontrolowanie broni przy strzelaniu seriami bez konieczności stosowania podpory. Karabin został jednak użyty jedynie w niewielkiej ilości w czasie wojny, a ze względu na zasilanie nietypową amunicją został wkrótce wycofany z uzbrojenia.

### II wojna światowa

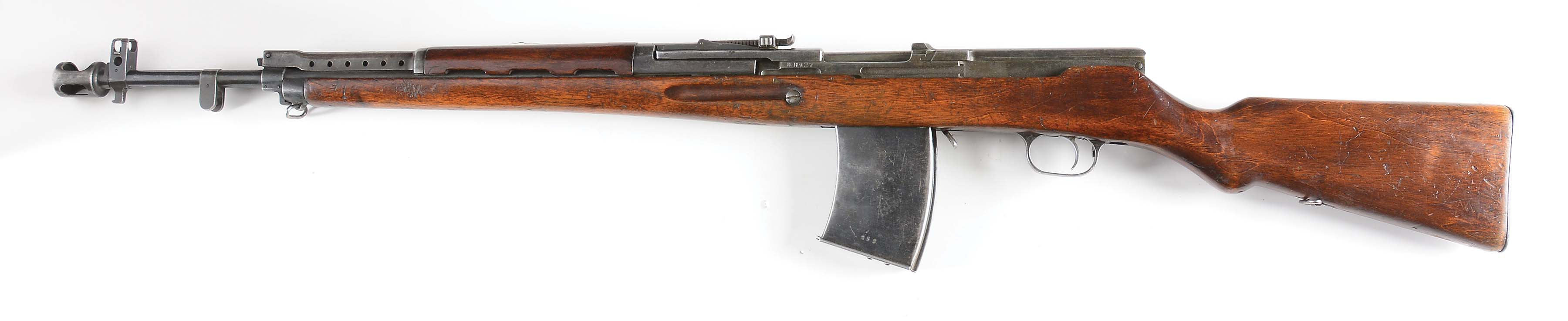
AWS-36

Po I wojnie światowej, podstawowe uzbrojenie indywidualne żołnierzy nadal stanowiły karabiny i karabinki powtarzalne, uzupełniane dodatkowo przez pistolety maszynowe. W latach 30 XX wieku w ZSRR podjęto kolejną próbę opracowania karabinu automatycznego, tym razem dostosowanego do znacznie silniejszego standardowego rosyjskiego naboju karabinowego – 7,62 × 54 mm R. Nowo powstały karabin AWS-36 okazał się jednak konstrukcją wyjątkowo zawodną, a zastosowanie silniejszego naboju znacząco utrudniało kontrolowanie broni przy ogniu ciągłym. W wyniku negatywnych doświadczeń, karabiny AWS zostały wycofane z uzbrojenia, a rosyjscy projektanci skupili się na opracowywaniu karabinów samopowtarzalnych.

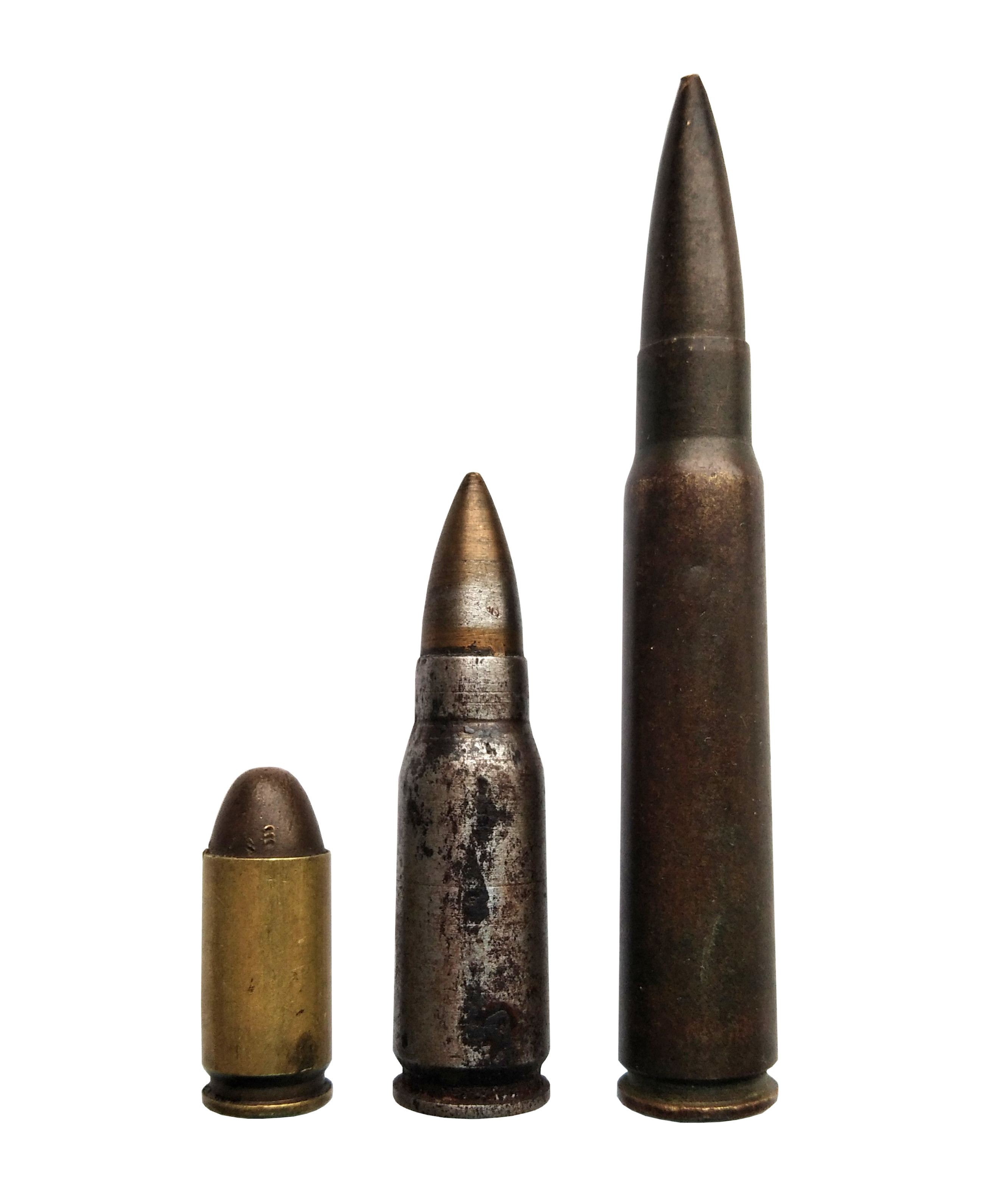
Od lewej: nabój pistoletowy, pośredni, karabinowy

W trakcie II wojny światowej armia niemiecka (Wehrmacht) gromadziła raporty z frontu, których analiza mogła okazać się przydatna do wypracowania nowych taktyk oraz modyfikacji używanego wyposażenia i uzbrojenia. W wyniku wojennych doświadczeń zauważono, że większość walk pomiędzy piechotą toczyła się na dystansach nie przekraczających 400 m. Wyciągnięto z tego faktu prosty wniosek, iż dotychczas użytkowane karabiny powtarzalne zasilane silną amunicją karabinową (teoretycznie mogące razić przeciwnika nawet powyżej 1000 m), zapewniają osiągi przekraczające praktyczne zapotrzebowanie. Zastosowanie w to miejsce słabszej i lżejszej amunicji, pozwoliłoby na oszczędności finansowe i materiałowe, a także umożliwiłoby żołnierzom przenoszenie jej większego zapasu. Co istotne, broń zasilana taką amunicją mogłaby być mniejsza, lżejsza a dzięki zmniejszeniu odrzutu również – samoczynna. Bronią pozornie spełniającą te warunki wydawać by się mogły pistolety maszynowe. Mimo iż ta automatyczna broń świetnie sprawdzała się w walce na krótkich dystansach, to na odległościach przekraczających 100–200 m stawała się już zupełnie bezużyteczna, ponieważ słaba amunicja pistoletowa nie zapewniała dostatecznego zasięgu i celności.
W związku z tym zrodziła się potrzeba zaprojektowania amunicji będącej rozwiązaniem pośrednim pomiędzy nabojem karabinowym a pistoletowym, a co za tym idzie wprowadzeniem ręcznej broni automatycznej o konstrukcji podobnej do pistoletu maszynowego, mającej jednak znacznie większy zasięg i celność. Odpowiedzią na te zapotrzebowania było wprowadzenie nowego rodzaju amunicji: naboju pośredniego – 7,92 × 33 mm Kurz, który powstał poprzez skrócenie łuski dotychczas używanego naboju karabinowego – 7,92 × 57 mm Mauser.

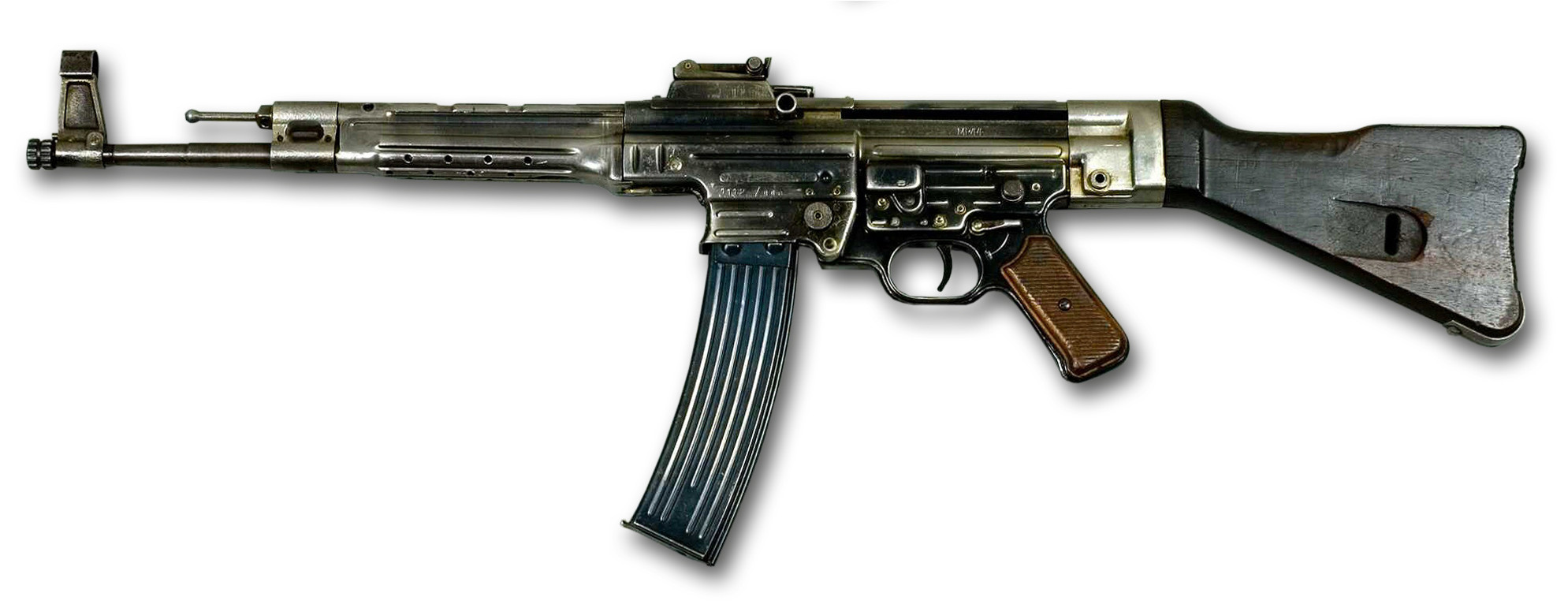
StG 44

Niebawem dla nowego rodzaju amunicji opracowano również nową broń – karabinki automatyczne MKb 42, które stały się pierwszą na świecie bronią tej klasy wykorzystującą amunicję pośrednią, stanowiąc jednocześnie przełomowy krok w rozwoju broni strzeleckiej. Konstrukcja Mkb 42 była nadal rozwijana w czasie wojny, aż do powstania wersji ostatecznej, która została włączona do masowej produkcji jako StG 44 (Sturmgewehr 44). Masowe wykorzystanie StG 44 w czasie wojny wykazało sensowność założeń przyświecających opracowaniu tego typu broni, co w konsekwencji doprowadziło do rosnącej popularyzacji karabinków automatycznych zasilanych amunicją pośrednią już po II wojnie światowej. Jednocześnie niemiecka nazwa Sturmgewehr stała się popularnym określeniem dla tej nowej klasy broni na świecie (pol. karabin szturmowy; ang. assault rifle; fr. fusil d’assault; hiszp. fusil de asalto etc.).

### Po II wojnie światowej

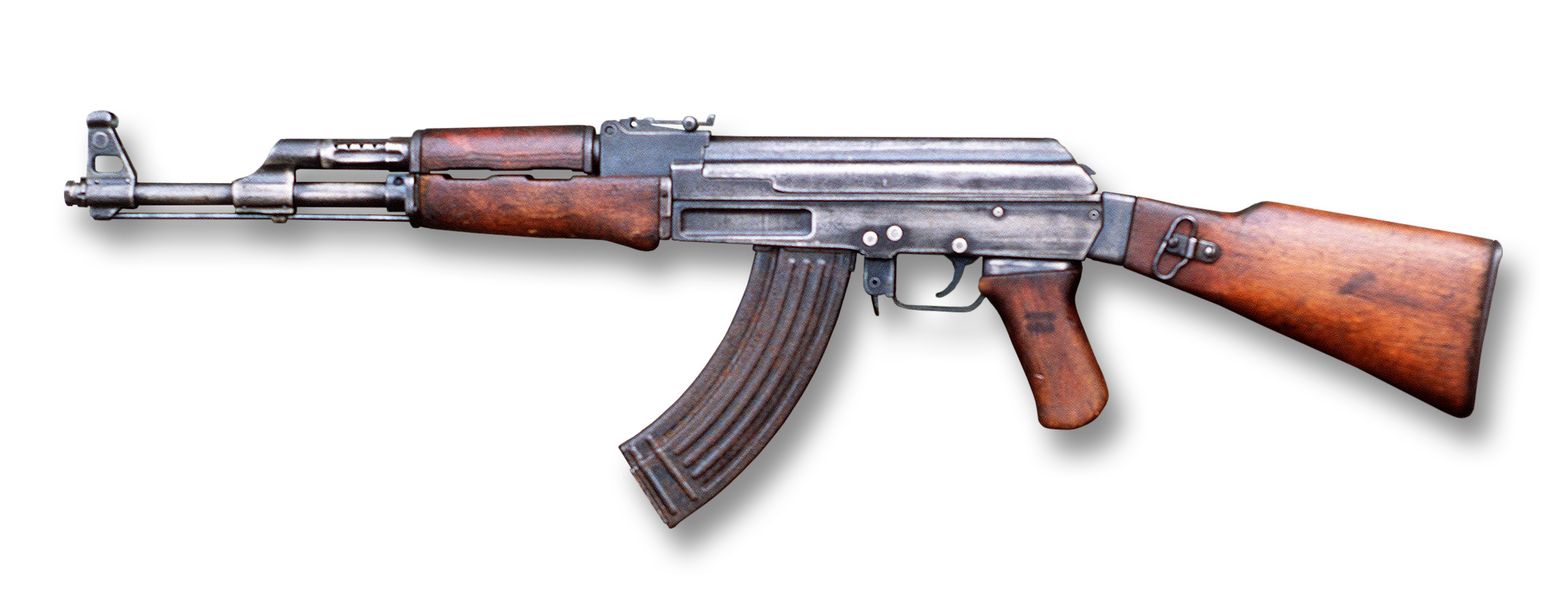
AK

Po II wojnie światowej, szczególną popularność zdobył radziecki karabinek automatyczny AK (zasilany nabojem pośrednim 7,62 × 39 mm wz. 43), który wraz z jego wersjami rozwojowymi, jak i odmianami regionalnymi, stał się podstawową bronią strzelecką państw bloku wschodniego. Niezawodność, prostota obsługi, jak i niskie koszty produkcji sprawiają, że broń oparta konstrukcyjnie na AK, jest nadal wykorzystywana przez wiele państw świata (np. AK-74 w Rosji czy wz. 96 Beryl w Polsce).

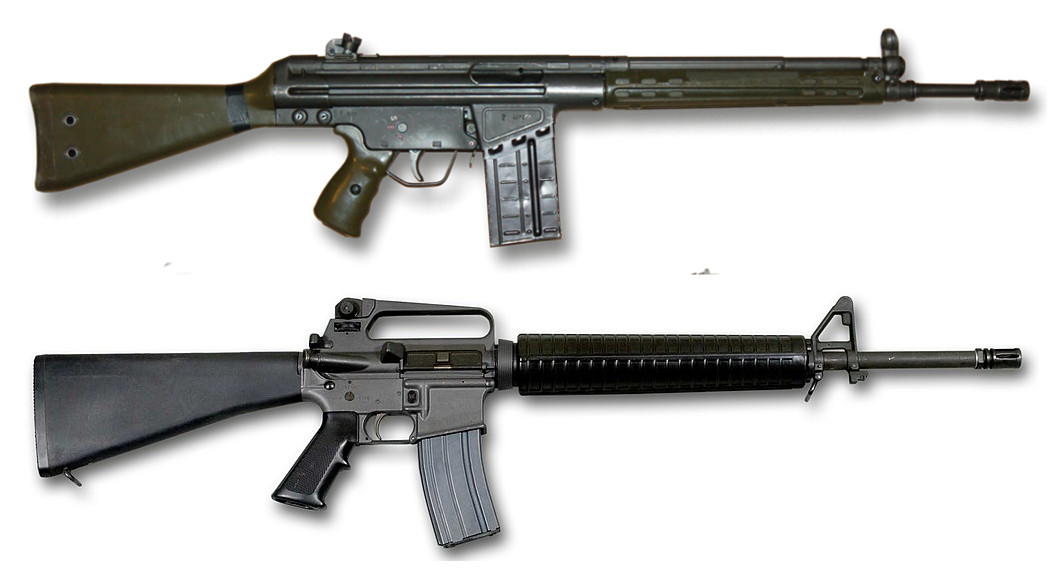
HK G3 (na górze)
M16 (na dole)

Na zachodzie początkowo również planowano wprowadzenie karabinków automatycznych zasilanych amunicją pośrednią (brytyjski prototypowy EM-2), jednak ze względu na silną pozycję USA w NATO i faworyzowanie przez nich amunicji karabinowej, prac tych zaniechano, koncentrując się na karabinach wykorzystujących amunicję 7,62 × 51 mm NATO: samopowtarzalnych (np. M14, L1A1), ale również automatycznych (np. FN FAL, CETME B, HK G3). Stosowanie amunicji karabinowej w indywidualnej automatycznej broni strzeleckiej obarczone było jednak poważnymi problemami – duży odrzut utrudniał kontrolowanie broni przy strzelaniu seriami na czym cierpiała celność. W związku z tym, jak i z powodu popularności amunicji pośredniej w bloku wschodnim, również w NATO wprowadzono w końcu własny wariant naboju pośredniego – 5,56 × 45 mm, który początkowo zastosowano w amerykańskim karabinku automatycznym M16, a następnie w szeregu innych konstrukcji (np. M4, CETME L, FAMAS, L85, G36).
Współcześnie karabiny i karabinki automatyczne stanowią podstawowe indywidualne uzbrojenie strzeleckie w większości armii świata.

## Nazewnictwo

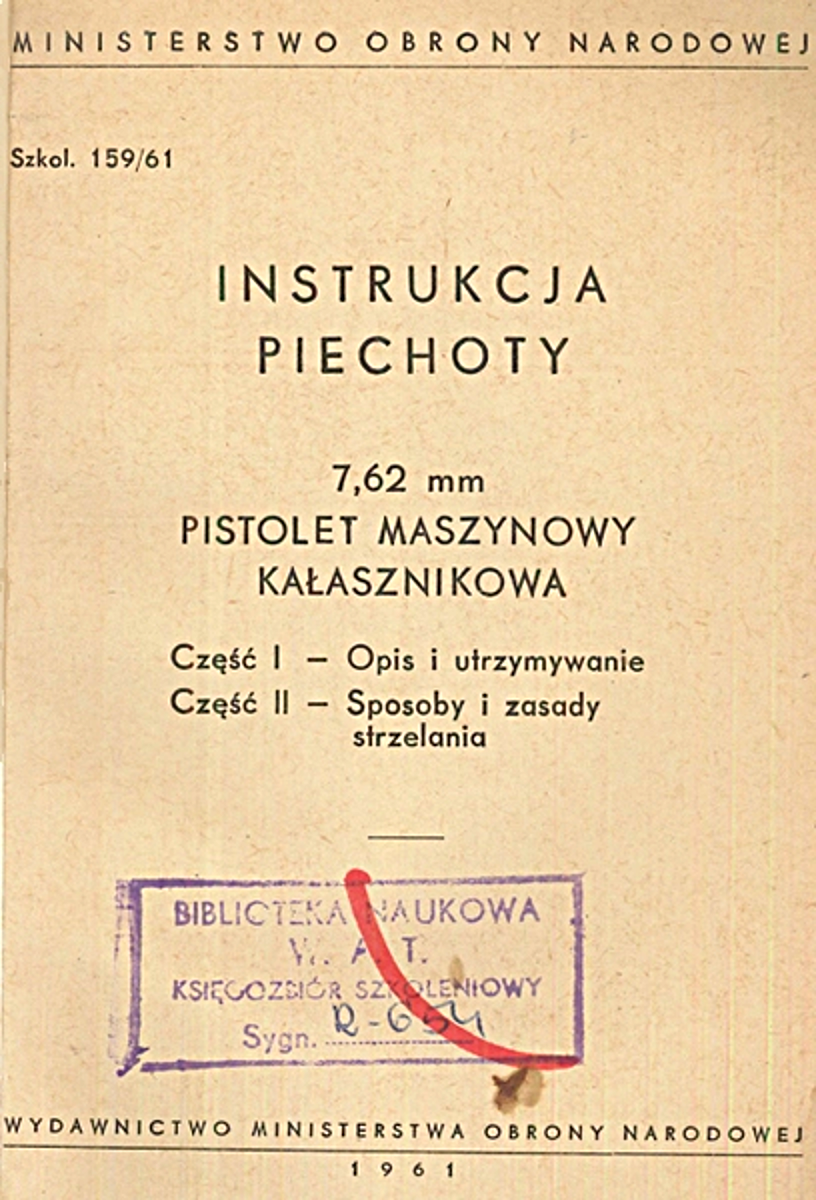
Polska instrukcja obsługi karabinka automatycznego AK, określająca go jako „pistolet maszynowy”. 1961 r.

Problematycznym aspektem wiążącym się z tą klasą broni strzeleckiej jest duża dowolność, rozbieżność a nawet sprzeczność nazewnictwa stosowanego wobec niej w poszczególnych państwach (zarówno wśród bronioznawców, jak i wojskowych), na przestrzeni lat.

### Ujęcie historyczne
Najpoważniejszy problem stanowiła początkowo próba klasyfikacji ręcznej broni samoczynnej zasilanej nabojem pośrednim, która jako konstrukcja nowatorska i nietypowa nie pasowała jednoznacznie do żadnej kategorii w stosowanej ówcześnie typologii. W czasie II wojny światowej wobec tej klasy broni Niemcy stosowali początkowo nazwę „karabinek maszynowy” (niem. maschinenkarabiner), następnie postanowiono sklasyfikować ją jako „pistolet maszynowy” (niem. maschinenpistole), a ostatecznie na jej potrzeby stworzono nową klasę – „karabin szturmowy” (niem. sturmgewehr).
Podobne problemy z nazewnictwem i klasyfikacją występowały również w innych państwach. Przykładowo czechosłowacki karabinek automatyczny Sa vz. 58 klasyfikowano jako „pistolet maszynowy” (czes. samopal), tak samo jak rumuński PM Md. 1963 (rum. pistolul-mitralieră). Analogicznie w Polsce do lat 60 XX w. radzieckie karabinki AK również klasyfikowano jako „pistolety maszynowe” (7,62 mm pmK – 7,62 mm pistolet maszynowy Kałasznikowa). Z czasem upowszechniło się klasyfikowanie tego typu broni w kategoriach „karabinów” lub „karabinków”, jednak ze względu na różnorodność stosowanych systemów nazewnictwa w poszczególnych państwach, są one względem siebie najczęściej rozbieżne bądź pokrywają się jedynie częściowo.

### Ujęcie współczesne

#### Terminologia polskojęzyczna
klasyfikacja teoretyczna
     klasyfikacja potoczna

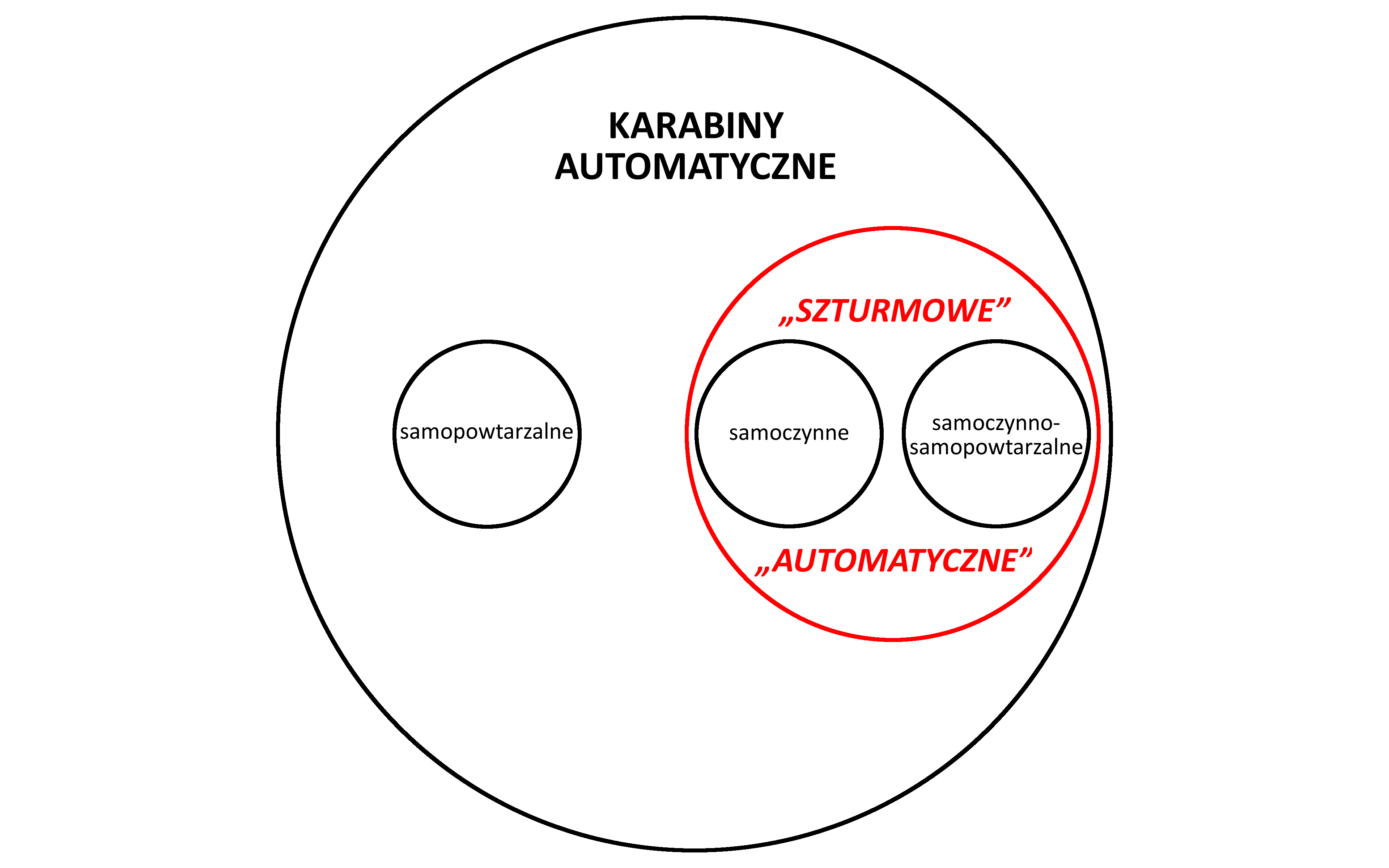
Różnice w klasyfikacji teoretycznej i potocznej:
klasyfikacja teoretyczna
klasyfikacja potoczna
W praktyce termin „karabin automatyczny” stosowany jest w takim samym zawężeniu jak „karabin szturmowy” (jako synonimy)

Istotnym problemem w terminologii stosowanej w Polsce jest samo pojęcie „karabin automatyczny”, do którego (definicyjnie) zaliczane są zarówno karabiny zdolne do prowadzenia ognia ciągłego (samoczynne i samoczynno-samopowtarzalne) jak i wyłącznie ognia pojedynczego (samopowtarzalne). W praktyce aby uniknąć mylenia ze sobą tych osobnych klas broni określenie „karabin automatyczny” zaczęto stosować wyłącznie do karabinów samoczynnych i samoczynno-samopowtarzalnych (dla odróżnienia ich od samopowtarzalnych).
Popularnie tę klasę broni nazywa się również „karabinem szturmowym”, jednak ma to charakter potoczny i powstało jako bezpośrednie  tłumaczenie z pierwotnej nazwy stworzonej w armii niemieckiej w czasie II wojny światowej (niem. sturmgewehr). Mimo że nazwa ta nie występuje oficjalnie w nomenklaturze wojskowej, Wojsko Polskie stosuje nazwę „karabin szturmowy” wobec wprowadzonego w latach 90 XX w. kbs. wz. 96 „Beryl”, paradoksalnie łamiąc tym samym opracowywaną przez siebie terminologię.
W praktyce więc, nazwy „karabin automatyczny” i „karabin szturmowy” traktowane są jako synonimy odnoszące się do tej samej klasy broni obejmującej karabiny samoczynne i samoczynno-samopowtarzalne.
Innym problematycznym i kontrowersyjnym aspektem związanym z tą klasą broni jest rozróżnianie karabinu automatycznego od karabinka automatycznego. W zależności od przyjmowanej terminologii definiowanych pod względem gabarytów lub rodzaju stosowanej amunicji (szerzej na ten temat zob. karabinek).

#### Terminologia anglojęzyczna
Jako przykład odmiennego systemu klasyfikacji i nazewnictwa (nie pokrywającego się z systemem polskim, oraz uwzględniającego inne cechy broni) może posłużyć terminologia anglojęzyczna, gdzie wyróżnia się odpowiednio:
- Karabiny automatyczne (ang. automatic rifle) – jako zbiorczą nazwę dla tej klasy broni, jednak w przeciwieństwie do klasyfikacji polskiej obejmującą również najlżejsze typy ręcznych karabinów maszynowych (np. Browning Automatic Rifle)[18]. Wśród karabinów automatycznych wyróżnia się dwie podkategorie:
  - Karabiny szturmowe (ang. assault rifle) – obejmujące karabiny automatyczne zasilane nabojem pośrednim, jednak wyłącznie egzemplarze wyposażone w przełącznik ognia oraz wymienne magazynki (np. M16)[19].
  - Karabiny bojowe (ang. battle rifle) – obejmujące karabiny automatyczne zasilane nabojem karabinowym (np. FN FAL), jednakże kategoria ta obejmuje również karabiny samopowtarzalne (np. M14)[20].

## Karabinki automatyczne wWojsku Polskim
Produkcji krajowej:

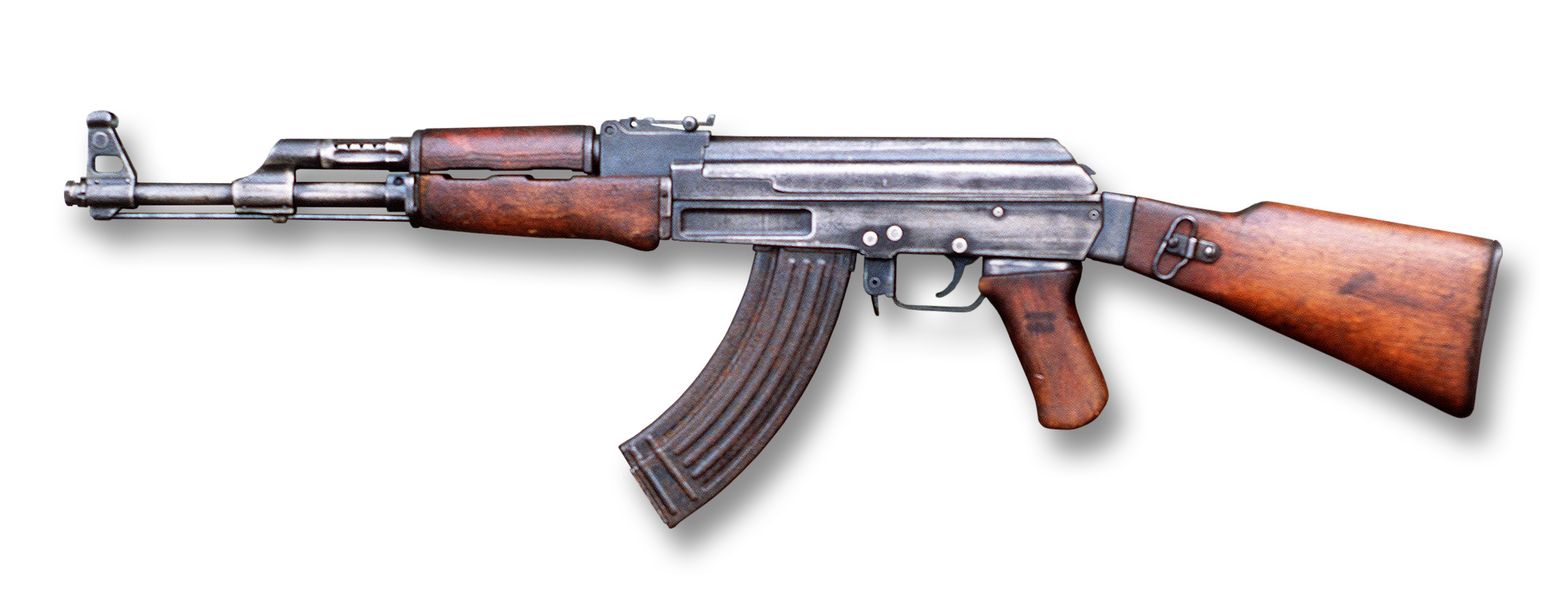
AK

- AK – AK radziecki karabinek automatyczny produkowany na licencji Iżmasz w ZM Łucznik w Radomiu. Zasilany amunicją pośrednią 7,62 × 39 mm wz. 43. Pierwszy karabinek automatyczny na wyposażeniu Wojska Polskiego, zastąpiony przez AKM.
- AKM – radziecki karabinek automatyczny (zmodernizowana wersja AK) produkowany licencyjnie w Polsce. Produkcja została zakończona w 1999 r.

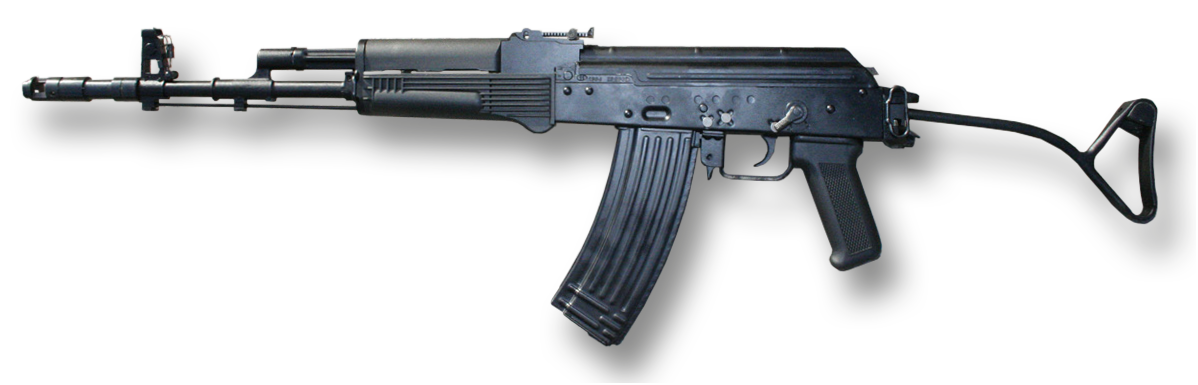
wz. 88 Tantal

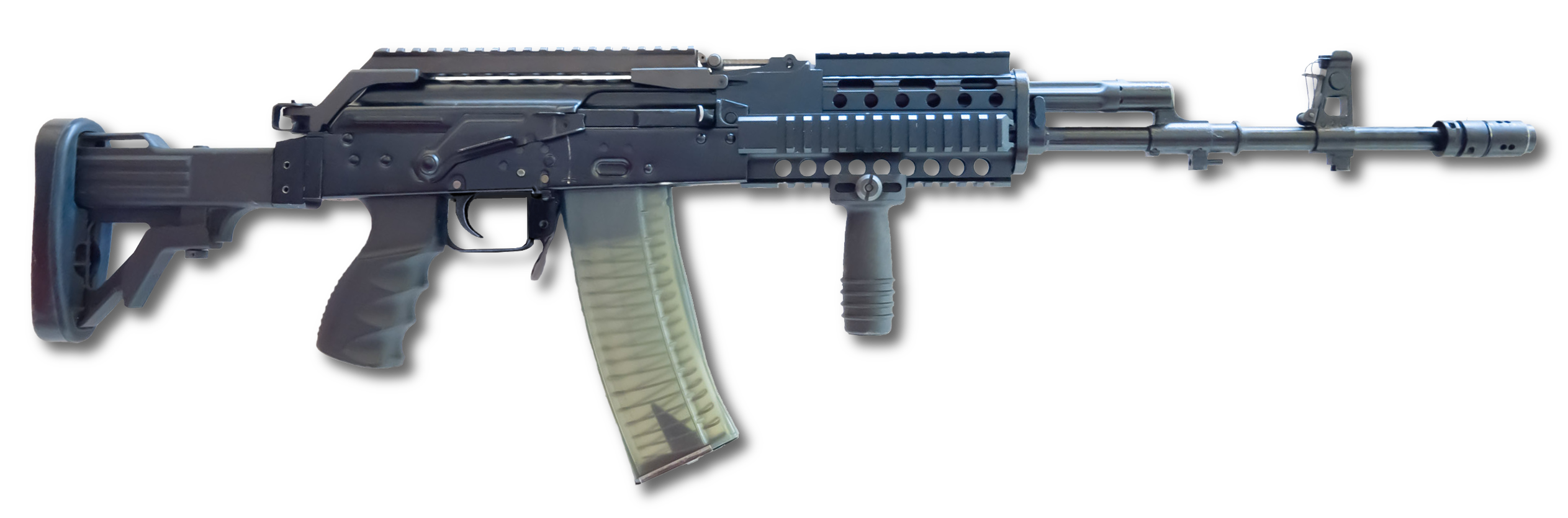
wz. 96 Beryl

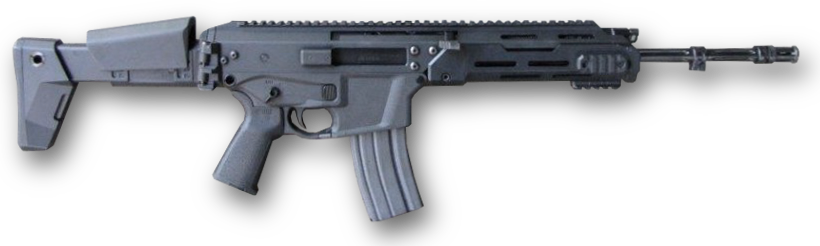
Grot

- wz. 88 Tantal – wz. 88 Tantal polski karabinek automatyczny opracowany na podstawie AKM (z wykorzystaniem rozwiązań stosowanych w prototypowych polskich konstrukcjach: AKMS wz. 80 i „Lantan”), jako odpowiedź na radzieckie karabinki AK-74, zasilane nowocześniejszą małokalibrową amunicją pośrednią 5,45 × 39 mm. Produkcję zakończono w 1994 r., ze względu na plany przystąpienia Polski do NATO, co wiązało się z wprowadzeniem broni zasilanej standardową amunicją paktu 5,56 × 45 mm[21].
- wz. 96 Beryl – wz. 96 Beryl polski karabinek automatyczny opracowany na podstawie wz. 88 Tantal, przystosowany do zasilania standardową amunicją pośrednią NATO – 5,56 × 45 mm. Jednocześnie z wz. 96 Beryl przyjęto na wyposażenie jego skróconą wersję – subkarabinek wz. 96 Mini-Beryl. Produkcję na potrzeby Wojska Polskiego zakończono w 2018 r. jednak nadal pozostaje on podstawowym karabinkiem automatycznym Wojska Polskiego[22][23].
- Grot (MSBS-5,56) – Grot polski karabinek automatyczny o konstrukcji modułowej, docelowo mający uzupełnić karabinki wz. 96 Beryl. 3 maja 2016 r. pierwsze egzemplarze zostały użyte przez Batalion Reprezentacyjny Wojska Polskiego w Warszawie podczas uroczystości upamiętniającej 225-lecie podpisania Konstytucji 3 maja[24]. W 2017 roku pierwsze egzemplarze Grotów weszły oficjalnie na uzbrojenie Sił Zbrojnych Rzeczypospolitej Polskiej[25].

Importowane:
- Bushmaster ACR – amerykański karabinek automatyczny, kilkanaście sztuk zakupionych na potrzeby Służby Wywiadu Wojskowego w Afganistanie[26].
- FN F2000 – belgijski karabinek automatyczny w układzie Bullpup, zakupiony w niewielkiej ilości do celów testowych w Jednostce Wojskowej Grom[27].

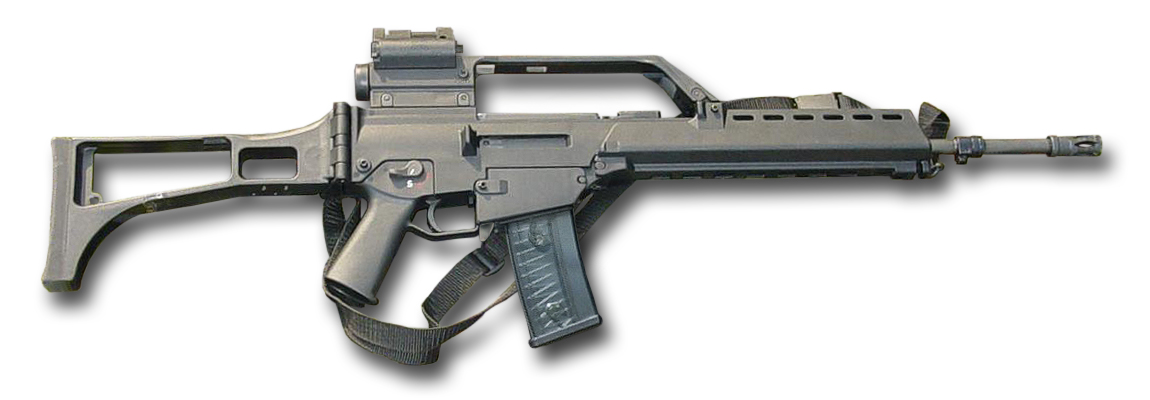
HK G36

- HK G36 – HK G36 niemiecki karabinek automatyczny, w wersji G36KV przyjęty do uzbrojenia w Jednostce Wojskowej Formoza.
- M4 – cywilne klony tego amerykańskiego karabinka automatycznego (Bushmaster XM15E2S M4A3 i KAC SR-16 Carbine) wykorzystywane były przez Jednostkę Wojskową Nil oraz Grom. Od 2007 r. zastępowane przez HK416[28].
- HK416 – niemiecki karabinek automatyczny, w wersjach HK416D10RS i HK416D145RS znajdujący się na wyposażeniu jednostek wojskowych: GROM, NIL, AGAT oraz Komandosów[29][30].